# Cedrela tonduzii
Cedrela tonduzii är en tvåhjärtbladig växtart som beskrevs av C. Dc.. Cedrela tonduzii ingår i släktet Cedrela och familjen Meliaceae. Inga underarter finns listade i Catalogue of Life.

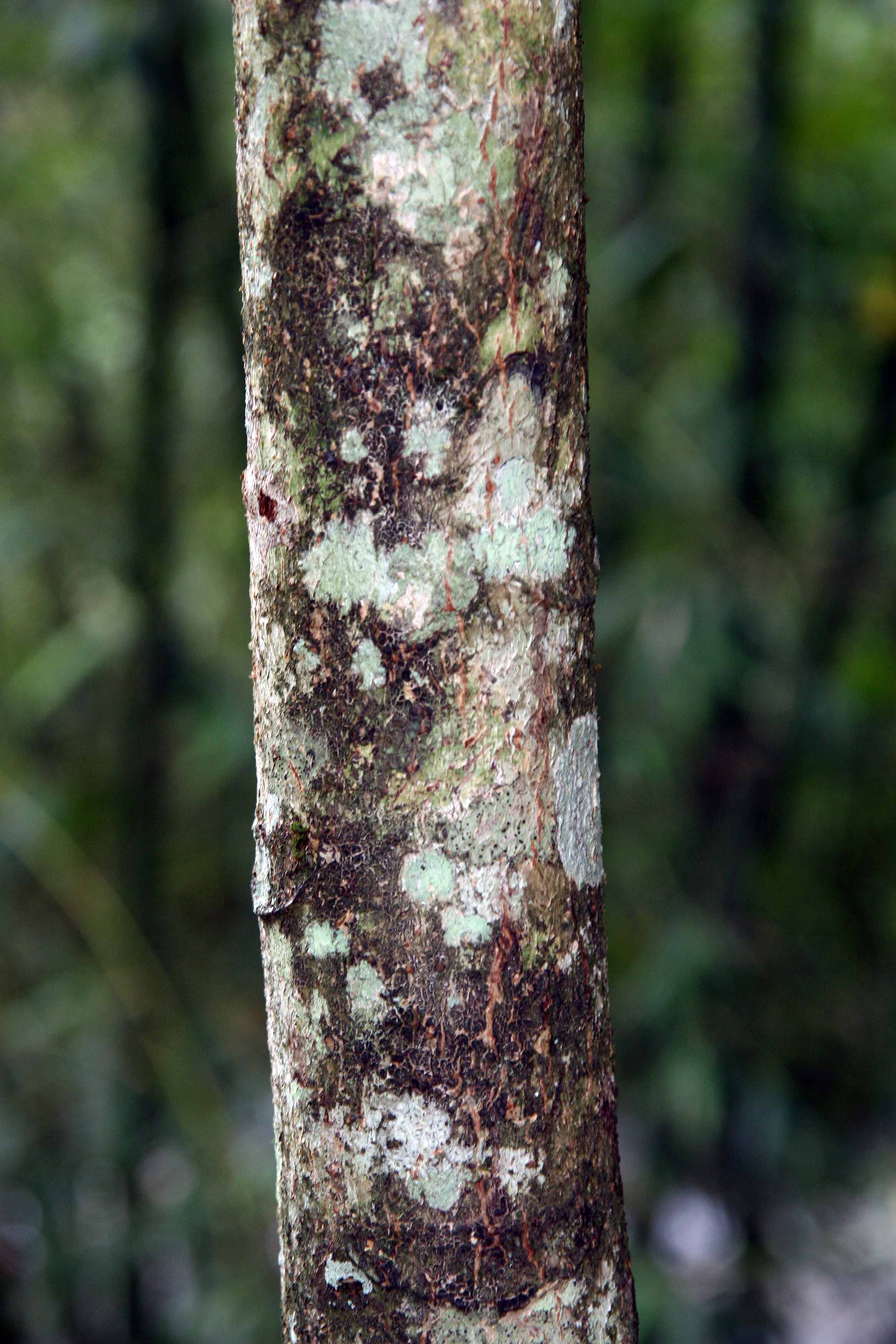
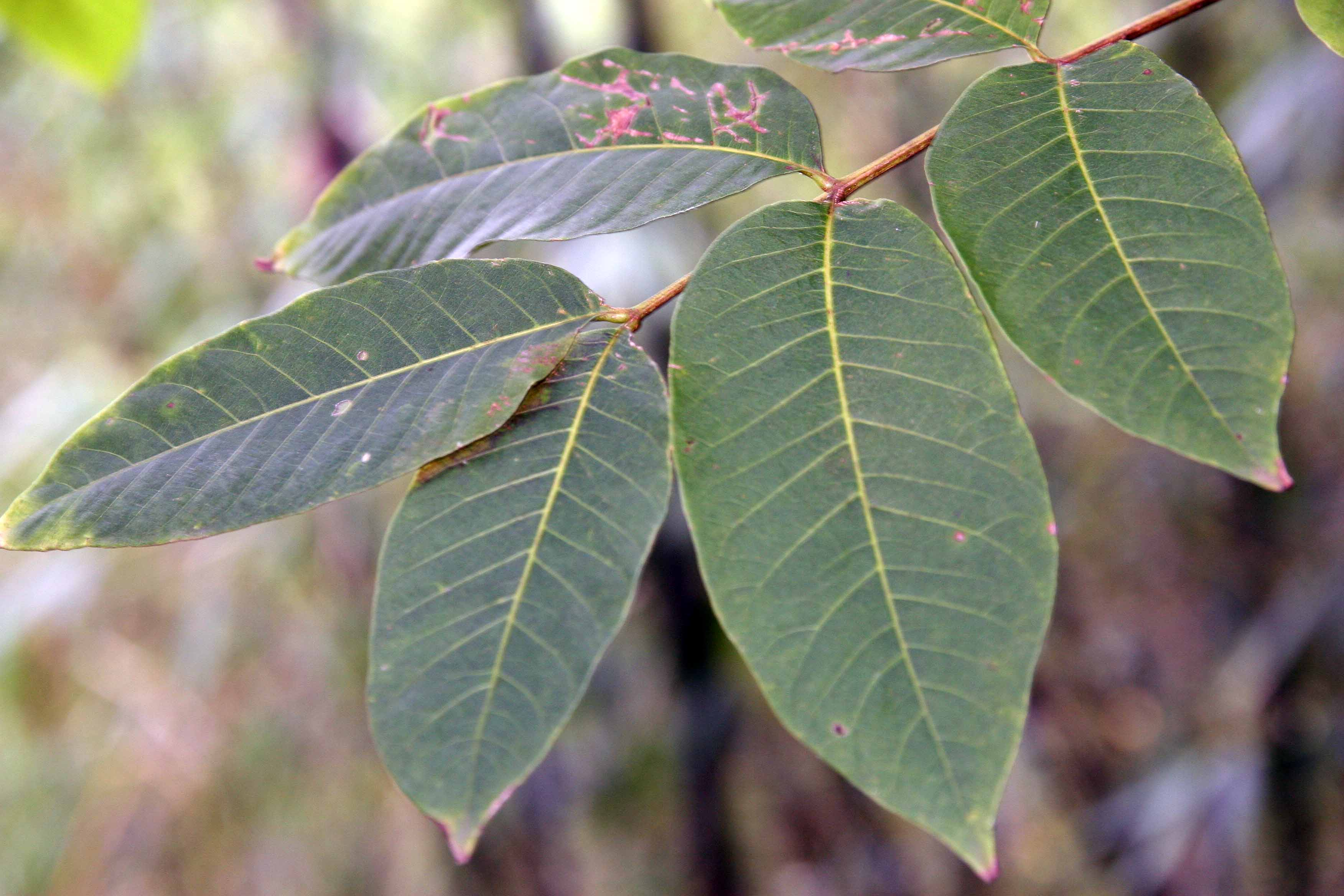
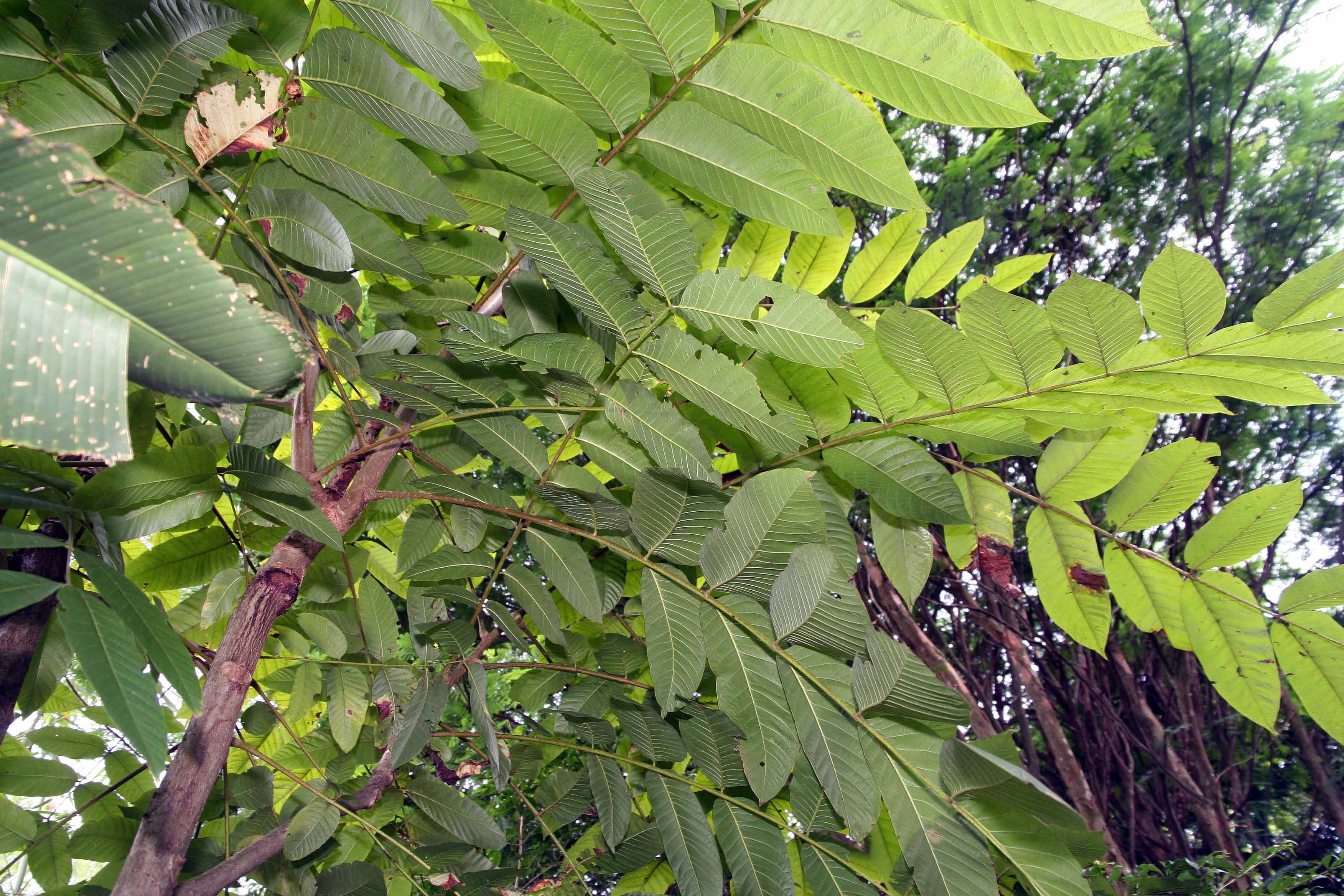
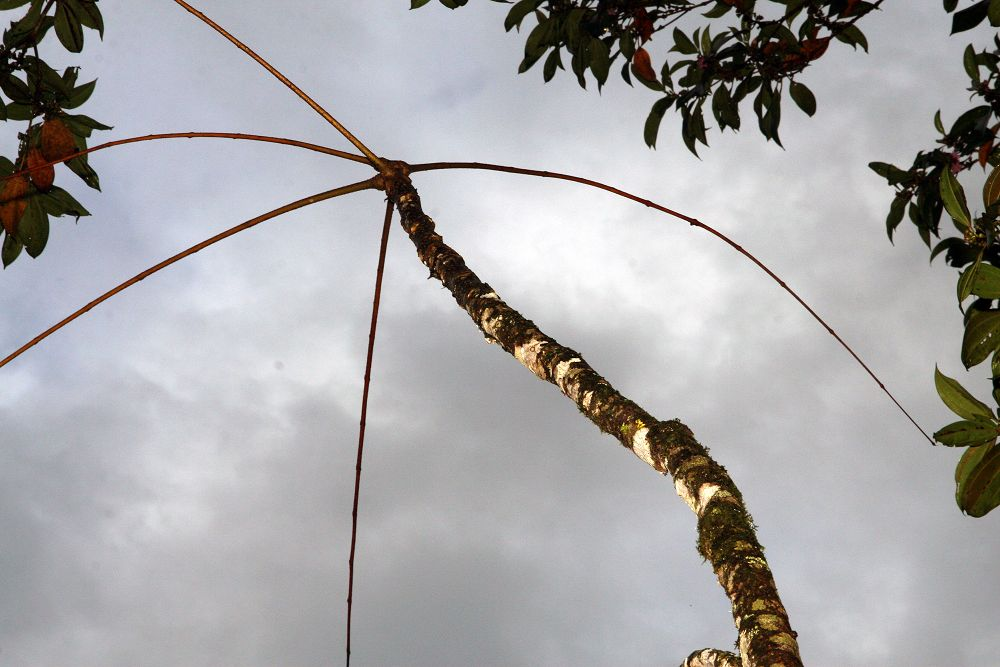

- Wikimedia Commons har media som rör Cedrela tonduzii.